# Maison Martin-Valliamée
La maison Martin-Valliamée est une maison remarquable de l'île de La Réunion, département d'outre-mer français dans le sud-ouest de l'océan Indien. Située chemin Lagourgue, à Saint-André, elle est classée Monument historique en totalité depuis le 15 septembre 1983,.